# Nikolaj Pomjalovskij
Nikolaj Gerasimovitj Pomjalovskij (ryska: Николай Герасимович Помяловский), född 23 april (gamla stilen: 11 april) 1835 i Sankt Petersburg, död där 17 oktober (gamla stilen: 5 oktober) 1863, var en rysk författare. 
Pomjalovskij uppfostrades i Alexander Nevskijs klosterskola, vars råa pennalism och sedeslöshet han sedan skildrade i Otjerki bursy (Skisser från seminariet). Efter en dålig uppfostran blev han lärare vid en söndagsskola i Schlüsselburg. År 1861 publicerades hans berättelse Mjestjanskoje stjastie (Borgerlig lycka) i tidskriften "Sovremennik", vars medarbetare han blev. Samma år utkom hans självbiografiska berättelse Molotov (Hammaren). Största uppseendet väckte dock hans upprörande skildringar ur det dåtida kyrkliga uppfostringsväsendet i "Otjerki burzy". Förstörd av utsvävningar och umbäranden, dog han tidigt utan att infria sina litterära löften. Sin största betydelse för ryska litteraturen har han genom att först ha framställt med konstnärlig verklighetstrohet typer av det till undergång dömda litterära proletariatet.